# Tomba d'Amarna 10
La tomba de l'antic Egipte del noble Ipy, coneguda com la Tomba d'Amarna 10, es troba en el grup de tombes conegudes col·lectivament com les Tombes Sud, prop de la ciutat d'Amarna, a Egipte.
Ipy va ser «Escriba del Rei» i «Superintendent de la Casa d'Akhenaton».
La tomba és petita i està inacabada, però conserva decoració interior de l'entrada. Les pintures dels costats de l'entrada estan ben conservats i es pot apreciar una escena de la Família Reial adorant a Aton on el rei i la reina presenten objectes votius en forma de figures de culte a Aton, acomanyats de les princeses Meritaton, Meketaton i Ankhesenpaaton. A sota de l'escena hi va haver originalment una oració a Aton escrita en tinta. Al costat dret de l'entrada hi ha un text molt curt de l'Himne a Aton.